# Язвинка (река)
Язвинка (бел. Язвінка) — река в Белоруссии, протекает по территории Шумилинского и Витебского районов Витебской области, правый приток Западной Двины. Длина реки — 10 км, площадь водосборного бассейна — 56 км².
Река вытекает из восточной части озера Мурожницкое. Исток расположен рядом с деревней Ужлятино. Генеральное направление течения — юго-восток, верховья находятся в Шумилинском районе, нижнее течение — в Витебском районе. Именованых притоков не имеет.
Впадает в Западную Двину около деревень Старое Село и Запрудье.